# Genuchinus sulcipennis
Genuchinus sulcipennis är en skalbaggsart som beskrevs av John Obadiah Westwood 1874. Genuchinus sulcipennis ingår i släktet Genuchinus och familjen Cetoniidae. Inga underarter finns listade i Catalogue of Life.